# Růžek

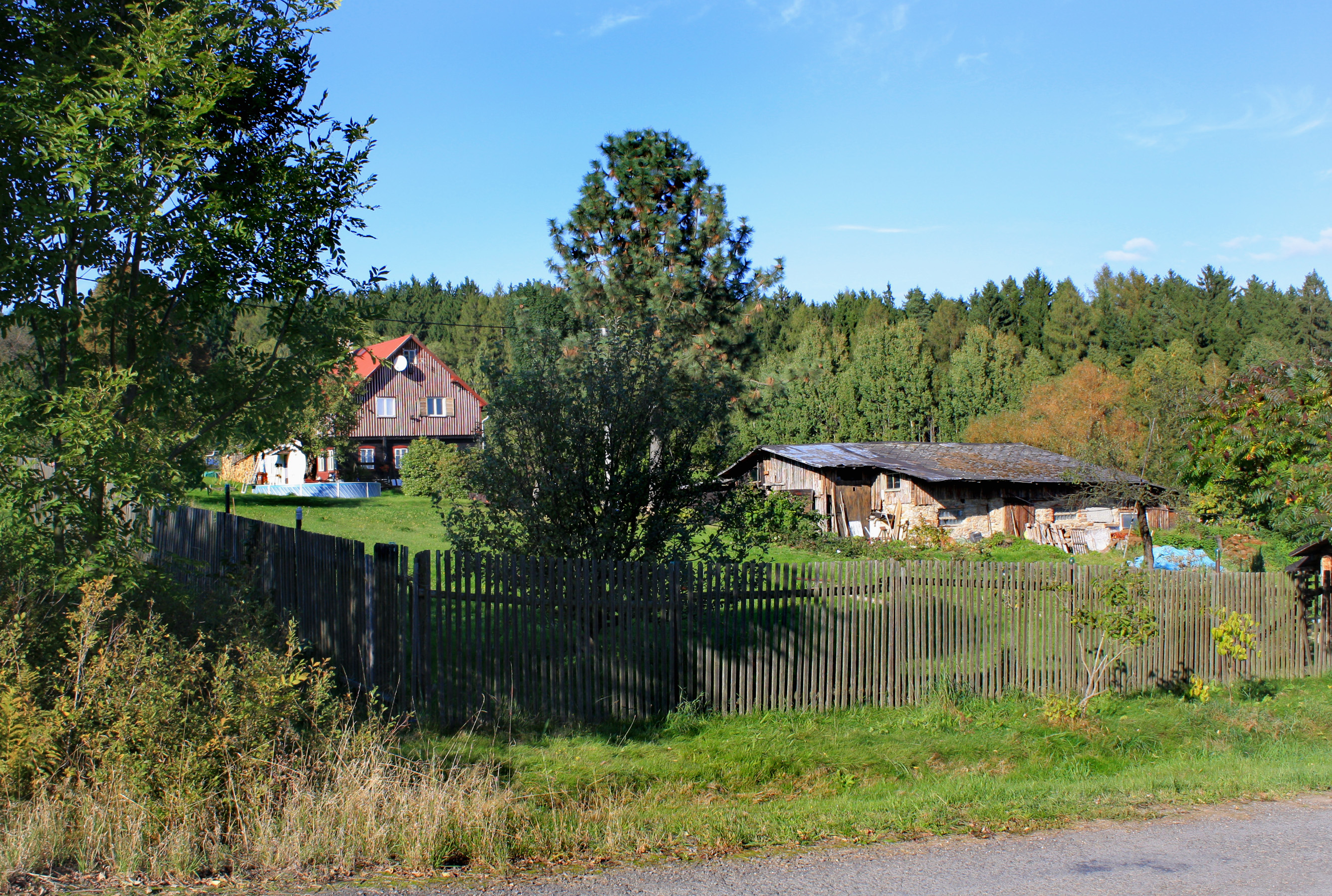
Ortsansicht

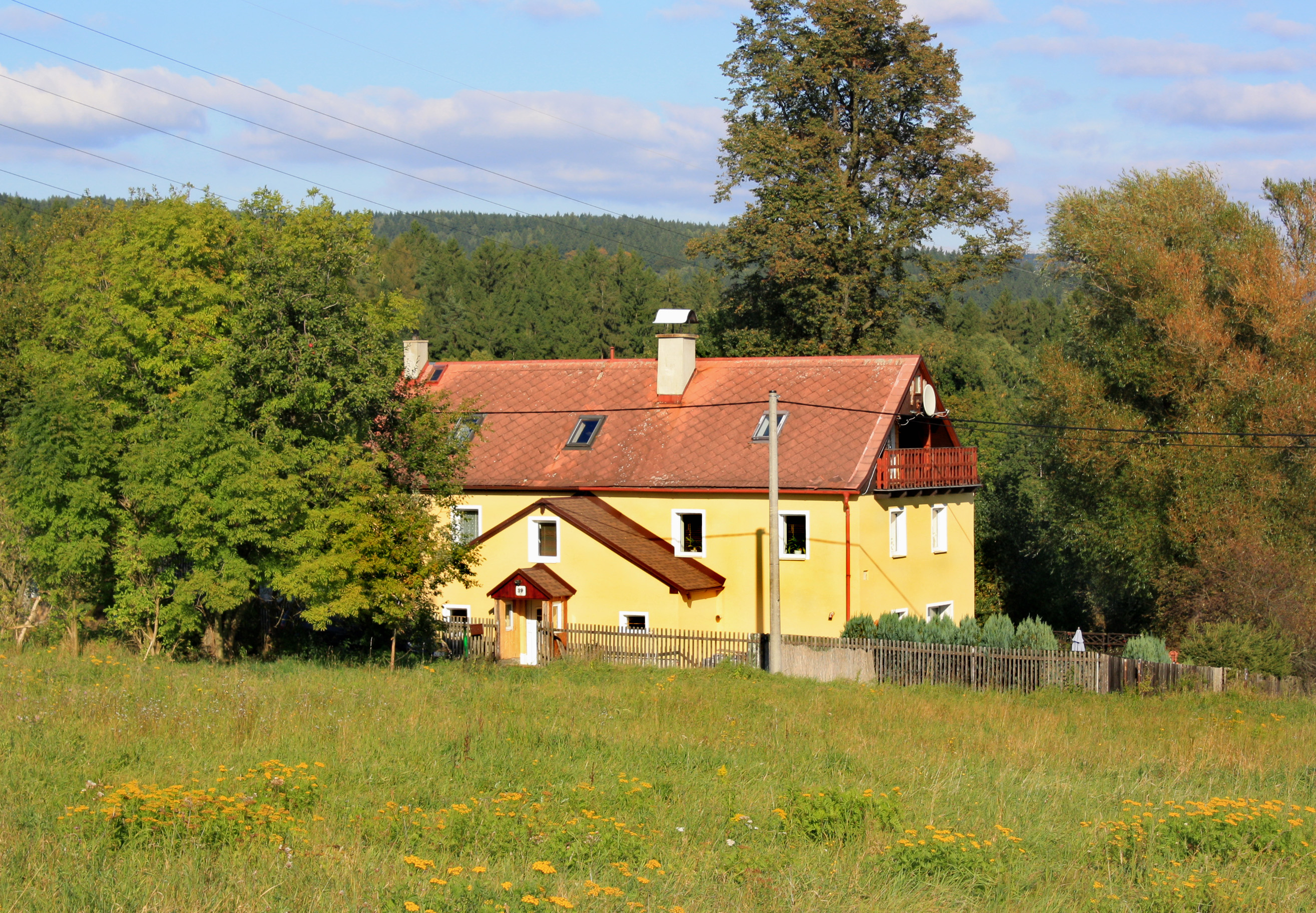
Haus Nr. 39

Růžek, bis 1946 Hoheneck, ist ein Ortsteil der Gemeinde Nová Ves in Tschechien. Er liegt drei Kilometer nordöstlich des Stadtzentrums von Chrastava und gehört zum Okres Liberec.

## Geographie
Růžek liegt in den westlichen Ausläufern des Isergebirges. Die Streusiedlung erstreckt sich auf einer Anhöhe rechtsseitig des Polní potok (Saugraben), eines kleinen Zuflusses zur Jeřice (Görsbach). Nördlich erheben sich der Spálený vrch (Brandberg, 581 m) und der Lysý vrch (Kahleberg, 643 m), im Nordosten die Kameniště (Neundorfer Steinberg, 608 m), südöstlich der Novoveský vrch (Neudörfler Berg, 511 m) sowie im Nordwesten der Pšeničkův kopec (461 m), der Výhledy (Gickelsberg, 569 m) und der Vítkovský kopec (Wittigberg, 503 m). 
Nachbarorte sind Jasna Góra im Norden, Vysoký und Albrechtice u Frýdlantu im Nordosten, Mlýnice und Mníšek im Osten, Nová Ves im Südosten, Víska und Bedřichovka im Süden, Horní Chrastava und Chrastava im Südwesten, Vysoká und Dolní Vítkov im Westen sowie Polní und Horní Vítkov im Nordwesten.

## Geschichte
In Hoheneck befand sich im 15. Jahrhundert eine hölzerne Feste des Ritters Christoph von Hohberg. Später wurde der Besitz an das Gut Neundorf angeschlossen. Im Jahre 1770 war das Dorf auf der Karte des Bunzlauer Kreises (Regni bohemiae circulus boleslavensis) als Hohek bezeichnet.
Im Jahre 1832 bestand Hohenecke, auch als Saugraben bezeichnet, aus 45 Häusern mit 320 deutschsprachigen Einwohnern. Der obere Teil der Siedlung wurde Heidelade genannt. Am Görsbach arbeiteten eine Mühle sowie die Baumwollspinnerei und Kattunweberei von Gottlob Meusel. Pfarrort war Neundorf. Bis zur Mitte des 19. Jahrhunderts blieb Hohenecke der Allodialherrschaft Reichenberg untertänig.
Nach der Aufhebung der Patrimonialherrschaften bildete Hohenecke ab 1850 einen Ortsteil der Gemeinde Neundorf im Bunzlauer Kreis und Gerichtsbezirk Kratzau. Ab 1868 gehörte das Dorf zum Bezirk Reichenberg. Seit den 1870er Jahren wurde Hoheneck als amtlicher Ortsname verwendet. Nach dem Münchner Abkommen erfolgte 1938 die Angliederung an das Deutsche Reich; bis 1945 gehörte Hoheneck zum Landkreis Reichenberg. Nach dem Ende des Zweiten Weltkrieges kam Hoheneck zur Tschechoslowakei zurück und wurde 1946 in Růžek umbenannt. In den Jahren 1946 und 1947 wurden die meisten deutschböhmischen Bewohner vertrieben. Zwischen 1948 und 1960 gehörte das Dorf zum Okres Liberec-okolí, danach kam es wieder zum Okres Liberec zurück. Am 1. Juli 1980 wurde Růžek zusammen mit Nová Ves nach Chrastava eingemeindet. Seit Beginn des Jahres 1992 ist Růžek wieder ein Ortsteil der Gemeinde Nová Ves.
1991 hatte Růžek 53 Einwohner. Im Jahre 2001 bestand das Dorf aus 13 Wohnhäusern, in denen 63 Menschen lebten. Insgesamt besteht der Ort aus 24 Häusern.

## Ortsgliederung
Růžek ist Teil des Katastralbezirkes Nová Ves u Chrastavy. 